# Laura Battiferri
Laura Battiferri, épouse Ammannati (née le 13 novembre 1523 à Urbino et morte le 3 novembre 1589 à Florence), est une poétesse italienne de la Renaissance.

## Biographie
Laura Battiferri est née en 1523, fille naturelle d'un noble d'Urbino. Reconnue et légitimée par son père, elle bénéficie d'une  éducation littéraire, philosophique et religieuse. Mariée, puis rapidement veuve, elle se remarie, le 17 avril 1550, à 27 ans, avec Bartolomeo Ammannati, sculpteur et architecte florentin,.
Ils résident à Florence ou à Maiano (Fiesole), mais sont amenés à se déplacer ensemble à Rome, Padoue, Venise, etc.
Elle rentre ainsi en relation amicale avec les principaux artistes et hommes de lettres italiens de l'époque, notamment Benedetto Varchi, Annibal Caro, Bernardo Tasso, Anton Francesco Grazzini, Silvio Antoniano, Piero Vettori, Baccio Valori,  Agnolo Bronzino (qui réalise son portrait), ou encore Benvenuto Cellini.

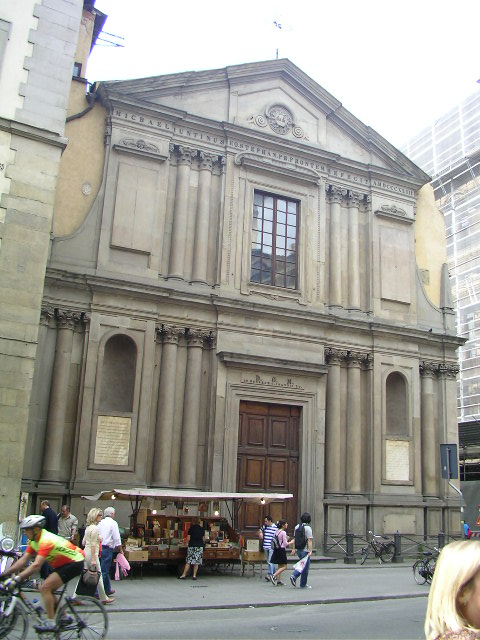
Chiesa di San Giovannino degli Scolopi de Florence, Via Martelli.

Encouragée et conseillée par Benedetto Varchi, elle écrit une première œuvre, un recueil de poèmes publié en 1560 et intitulé Le Premier Livre des œuvres toscanes (Il primo libro delle opere toscane), s'inscrivant dans le pétrarquisme. Cette publication lui ouvre la porte de l'Accademia degli Intronati de Sienne. Ses poèmes sont largement diffusés en Italie et à l'étranger. Ses œuvres sont notamment traduites en espagnol et bien accueillies à la cour d'Espagne. En 1564, elle transpose en vers les psaumes pénitentiels. L'ouvrage reçoit également un bon accueil et s'inscrit dans le renouveau spirituel de la Contre-Réforme.
Profondément catholique, elle désigne les jésuites comme ses héritiers tout en laissant l'usufruit à son époux. Laura Battiferri meurt à Florence en novembre 1589. La sépulture de Laura Battiferri et de son second mari, Bartolomeo Ammannati, se trouve dans la chapelle San Bartolomeo de la Chiesa di San Giovannino degli Scolopi de Florence. Sa correspondance avec Benedetto Varchi, de 1556 à 1563, a également été publiée.